# شاهین مجیدی
شاهین مجیدی (زادهٔ ۱ خرداد ۱۳۶۷ - کرج) بازیکن فوتبال اهل ایران است.
از باشگاه‌هایی که در آن بازی کرده‌است می‌توان به شهرداری بندرعباس، آلومینیوم هرمزگان، ماشین‌سازی تبریز، نساجی مازندران و استقلال اهواز اشاره کرد.

## افتخارات
وی در فصل ۹۶–۹۷ لیگ آزادگان ایران عنوان آقای گلی و همچنین بیشترین پاس گل را به دست آورد.